# Дегтярёв, Александр Викторович (конструктор)
Александр Викторович Дегтярёв (31 октября 1951 — 24 ноября 2020) — украинский конструктор, генеральный директор «Конструкторское бюро „Южное“ им. М. К. Янгеля» — головного предприятия ракетно-космической отрасли Украины. Герой Украины (2020).

## Биография
Родился 31 октября 1951 года в г. Яранске (Кировская область, Россия). Окончил Ленинградский механический институт по специальности «Двигатели летательных аппаратов» (1975) и экономический факультет Днепропетровского национального университета (2001). Прошёл стажировку и обучение в ряде аэрокосмических компаний США и Франции.
После окончания Ленинградского механического института в 1975 году был направлен на работу в КБ «Южное», где и работал до 24 ноября 2020 года. За время работы прошёл путь от инженера до Генерального конструктора — Генерального директора Государственного предприятия «Конструкторское бюро „Южное“ им. М. К. Янгеля».
1975—1999 гг. — инженер, старший инженер, начальник группы, начальник службы;
1999—2005 гг. — заместитель Генерального конструктора — Генерального директора по внешнеэкономической деятельности;
2005—2010 гг. — первый заместитель Генерального конструктора — Генерального директора по системному проектированию и комплексному развитию предприятия;
С 2010—2016 гг. Генеральный конструктор — Генеральный директор.
С 2018 г. — Генеральный директор Государственного предприятия «Конструкторское бюро „Южное“ им. М. К. Янгеля».
Скончался 24 ноября 2020 года. Похоронен на Запорожском кладбище города Днепра.
27 ноября посмертно присвоено звание Героя Украины с вручением ордена Державы.

## Деятельность
Дегтярев А. В. прошёл школу проектирования, конструирования и экспериментальной отработки ракетных комплексов стратегического и космического назначения. Внес значительный практический вклад в разработку и модернизацию ракетных комплексов с ракетами семейства SS-17, SS-18 и SS-24 (по классификации НАТО), а также проектов по модернизации и коммерческому использованию космических ракетных комплексов семейства «Зенит», «Днепр», ряда космических аппаратов и спутниковых систем. Внес существенный вклад в создание известных ракетно-космических комплексов в международной кооперации — «Морской старт», «Наземный старт», «Днепр». Большое внимание уделяет реализации перспективных космических проектов, проектов создания собственных КА и двигательных установок в коммерческих целях.
По инициативе Дегтярева А. В. на предприятии организована служба маркетинга и внешнеэкономической деятельности. При его активном участии налажены прочные контакты со многими мировыми компаниями космического профиля, космическими агентствами многих стран и организациями Европы, США, Египта, Японии, Республики Корея и других стран мира. Александр Викторович — последовательный сторонник развития международной кооперации разработчиков ракетно-космической техники и укрепления кооперации украинских разработчиков. ГП "КБ «Южное» под управлением А. В. Дегтярева принимает активное участие в проектах «Циклон-4» и «Антарес» (Таурус-II), «Вега».
Автор около 200 научных публикаций и статей по вопросам разработки ракетных комплексов разного назначения, их модернизации и адаптации для решения научных и прикладных задач, 50 изобретений и патентов, которые положены в основу технологии создания конкурентоспособных ракетно-космических комплексов. Много внимания уделяет развитию отраслевой науки и укреплению научно-производственных связей КБ «Южное» с Национальной академией наук Украины, академическими институтами, с высшими учебными заведениями многих регионов Украины.
Награждён орденами «За заслуги» III и II ст. (2002, 2011), медалями Федерации космонавтики СССР имени академика М. К. Янгеля и имени академика Н. А. Пилюгина, более чем 20 медалями Федерации космонавтики СССР, России, Украины и других ведомств и органов ракетно-космической сферы.
«Почетный работник космической отрасли Украины» (2001), заслуженный машиностроитель Украины (2004). Лауреат Государственной премии Украины (2009), лауреат «Золотой медали В. Ф. Уткина» Российской Федерации (2011), Лауреат премии НАН Украины имени М. К. Янгеля (2012).

## Другие должности и звания
- Академик Международной академии астронавтики (2005)[10];
- Секретарь украинского регионального отделения Международной академии астронавтики (2005);
- Кандидат экономических наук (2006);
- Доктор технических наук (2012);
- Академик Национальной академии наук Украины (2015)[11];
- Вице-президент Международной астронавтической федерации (2016—2018)[12];